# Хатчинсон, Ава
Ава Хатчинсон (англ. Ava Hutchinson; род. 30 марта 1983, Дублин) — ирландская легкоатлетка, специалистка по бегу на длинные дистанции, кроссу и марафону. Выступала на профессиональном уровне в 2000-х и 2010-х годах, победительница чемпионата Европы по кроссу в командном зачёте, призёрка ряда крупных международных стартов, участница летних Олимпийских игр в Лондоне.

## Биография
Ава Хатчинсон родилась 30 марта 1983 года в Дублине, Ирландия.
Впервые заявила о себе на международном уровне в сезоне 2001 года, когда вошла в состав ирландской сборной и выступила на чемпионате мира по кроссу в Остенде, где в гонке юниорок заняла итоговое 110-е место.
В 2002 году на домашнем кроссовом чемпионате мира в Дублине была среди юниорок 101-й.
В 2009 году стартовала на чемпионате Европы по кроссу в Дублине, показала на финише 34-й результат, став четвёртой в женском командном зачёте.
В 2010 году заняла 26-е место на Кубке Европы по бегу на 10 000 метров в Марселе.
В 2011 году с личным рекордом 1:14:17 одержала победу на чемпионате Ирландии по полумарафону в Уотерфорде, показала 85-й результат на кроссовом чемпионате мира в Пунта-Умбрии.
В 2012 году с личным рекордом 2:35:33 финишировала четвёртой на Хьюстонском марафоне. Выполнив олимпийский квалификационный норматив (2:37:00), удостоилась права защищать честь страны на летних Олимпийских играх в Лондоне — в программе марафона показала время 2:37:17, расположившись в итоговом протоколе соревнований на 65-й строке. Также в этом сезоне успешно выступила на чемпионате Европы по кроссу в Будапеште — в личном зачёте закрыла двадцатку сильнейших и тем самым помогла соотечественницам выиграть женский командный зачёт.
В 2013 году заняла 42-е место на кроссовом чемпионате мира в Быдгоще.
Завершила спортивную карьеру по окончании сезона 2016 года.